# Basilica di Santa Maria Maggiore (Bergamo)
La basilica di Santa Maria Maggiore è una chiesa che si trova a Bergamo Città Alta, in piazza del Duomo. Edificata nella seconda metà del XII secolo, l'esterno conserva le linee architettoniche romanico-lombarde originarie, mentre l'interno è decorato in stile barocco (tra 1600 e 1700). Era in origine la chiesa battesimale della cattedrale di San Vincenzo, sorta accanto al complesso della curia vescovile di Bergamo.

## Storia

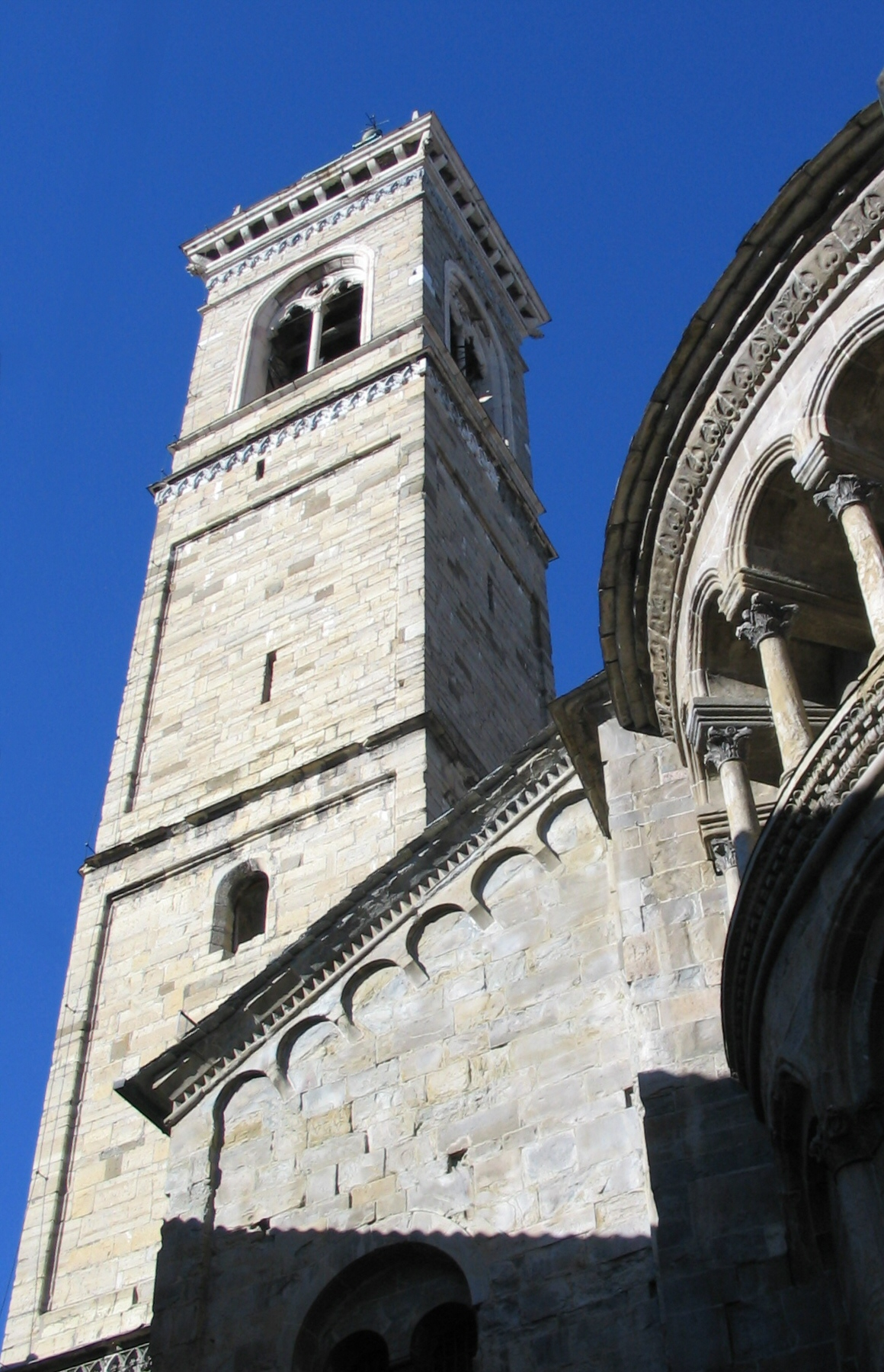
Il campanile

La storia della chiesa e del suo sviluppo architettonico e artistico è riccamente documentata da atti conservati negli archivi della Fondazione MIA che permettono un'accurata datazione cronologica completa.
Secondo la tradizione popolare, parzialmente suffragata da documenti, la chiesa fu edificata per ottemperare a un voto fatto alla Madonna nel 1133 dai bergamaschi perché proteggesse Bergamo dalla peste che si stava abbattendo sul nord Italia quando a Bergamo era vescovo Gregorio. 
Ma la chiesa risulta esistente già nell'VIII secolo come documentato da Mario Lupo nel suo Codex diplomaticus civitatis et ecclesiae bergomensis pubblicato nel 1784. La chiesa è indicata nel testamento di Taidone, gasindio longobardo di re Desiderio, come facente parte della chiesa di San Vincenzo, e dove erano celebrate le funzioni liturgiche nel periodo invernale, e della quale rimangono tracce sotto la pavimentazione dell'abside sud-est. Gli scavi effettuati sotto la pavimentazione sul lavoro sud-est, con il ritrovamento delle fondamenta della chiesa precedente, confermano le sue indicazioni, ma il fatto che la chiesa sia stata costruita sopra un tempio pagano dedicato alla dea Clemenza non è suffragato da alcuna fonte.

L'iscrizione posta sul portale dell'ingresso meridionale (detto dei "Leoni bianchi") fa risalire la ricostruzione della basilica al 1137 per opera del comacino magistro Fredo, con la posa della prima pietra da parte del vescovo Gregorio
(Arco posteriode della chiesa)
 L'iscrizione sicuramente non riporta alcuni dati esatti in quanto Lotario era imperatore, oltre che re, e il vescovo si chiamava Gregorio e non certo Roggerio. Alla chiesa che si chiamava di Santa Maria, venne aggiunto Maggiore, proprio a indicarne la ricostruzione e l'ampliamento. La chiesa infatti non venne ampliata, ma distrutta per essere ricostruita e fu appositamente costituito il "Consorzio della Fabbrica" per la raccolta delle offerte necessarie e per la loro gestione. Ai lavori del 1137 (secondo studi la data sarebbe del 1157 periodo in cui la città era già gestita dalla popolazione che voleva quindi avere autonomia sulla cappella della città) risalirebbero le parti più antiche dell'abside maggiore, nonché di metà del transetto. Nel 1187 la chiesa risulta non essere ancora ultimata. Vi si celebravano però le funzioni alle festività mariane e durante la quaresima si cantava la messa. Questo a indicare una collaborazione con i canonici della chiesa di San Vincenzo.
L'esterno della chiesa testimonia la sua costruzione in due tempi differenti, la zona absidale, il braccio settentrionale del transetto e la parte inferiore del braccio meridionale in arenaria grigia, dai conci ben squadrati, mentre in arenaria ocra chiara e dai conci piuttosto piccoli, nelle parti rimanenti.
La pianta originale era a croce greca con sette absidi, tre centrali e quattro sul transetto, delle quali ne rimangono tre: l'abside di nord-ovest fu fatta abbattere nel 1472 da Bartolomeo Colleoni per far posto al suo mausoleo.
Per prima fu costruita la parte tra l'abside centrale e il transetto e benché non fosse completata nel 1185 fu consacrato un altare e nel 1187 vennero completati il presbiterio e le absidi sul lato est del transetto.
I lavori subirono un rallentamento durante il 1200 a causa di difficoltà economiche; tuttavia furono completati la facciata cieca e l'atrio. Venne aggiunto un altro portico, sicuramente presente nel 1273-1279 successivamente demolito per la costruzione della cappella Colleoni, chiamato porticum militum, sede della società di Santa Maria Maggiore, compagnia armata composta di quattrocento fanti, comandati dal podestà, così come una volta iudicum, un ambiente con il soffitto a volta, sede il collegio dei giudici. Nella basilica si tenevano anche le assemblee del popolo, secondo una pratica diffusa durante il periodo dei liberi comuni, ma sul finire del Duecento la situazione politica cambiò, Bergamo passò ai Visconti, poi alla Repubblica di Venezia; la basilica gradualmente perse il suo ruolo politico-sociale e le rimase solo quello spirituale.
Nel corso del XIV e XIV secolo i lavori furono ripresi dai maestri campionesi, con l'aggiunta del battistero, allora all'interno dell'edificio (1340) e il rifacimento dei due protiri (1353 quello verso il palazzo comunale, 1360 quello sulla piazzetta di Antescolis) di Giovanni da Campione.
Nel 1389 un forte vento distrusse il castello di marmo sopra la porta, dove si trovava anche la statua di Sant'Alessandro in marmo.
Tra il 1436 e il 1459, a opera di Bertolasio Moroni da Albino, fu realizzato il campanile fino alla cella campanaria, con fregi in marmo di Ardighino de Bustis, sopralzato poi verso la fine del Cinquecento, e tra il 1485 e il 1491 la "sagrestia nuova", dato che la vecchia era stata demolita per erigere la cappella Colleoni.
Il 23 giugno 1449 il Senato e il Maggior Consiglio di Bergamo affidarono la gestione della chiesa al Consorzio della Misericordia Maggiore, prestigioso sodalizio fondato nel 1265 da Pinamonte da Brembate, allo scopo di conservare ed arricchire il patrimonio artistico della basilica, e il 14 marzo 1453 papa Niccolò V dichiarò esente la chiesa dalla giurisdizione vescovile, e dipendente da quella papale. Questo consentì la creazione di scuole di grammatica e musica gratuite per bambini bisognosi a servizio delle liturgie in Basilica. Fu solo l'inizio della Cappella musicale.
Nel 1521 fu realizzato il portale di sud-ovest, detto porta della Fontana da Pietro Isabello.

Il 10 settembre 1574 san Carlo Borromeo iniziò la sua visita pastorale nella città orobica, e in riferimento a questa basilica dichiarò 
(Atti della visita pastorale)
Fu proprio in ottemperanza a questa consegna che gli affreschi trecenteschi sparirono dalla basilica iniziando una trasformazione della chiesa.
L'edificio subì altri rimaneggiamenti all'interno nel corso nel XVII secolo, dovuti agli interventi, prevalentemente decorativi, (eseguiti tra il 1614 e il 1651) di Francesco Maria Richini, Giovanni Angelo Sala e Giovanni Barberini. Nello stesso periodo venne anche rimaneggiato il tiburio, che originariamente era dotato di arcatelle sostenute da colonnine.
A partire dal 1794 al 1795 dalla cupola della basilica, e nel campanile della convento francescano cittadino, gli abati Lorenzo Mascheroni prima e Gianantonio Tadini dopo, effettuarono esperimenti di caduta dei gravi per verificare la deviazione verso est raggiungendo una precisione che permise di convalidare i risultati di Giovanni Battista Guglielmini affetti per contro da inaccettabile incertezza accidentale.

## Descrizione

### Esterno

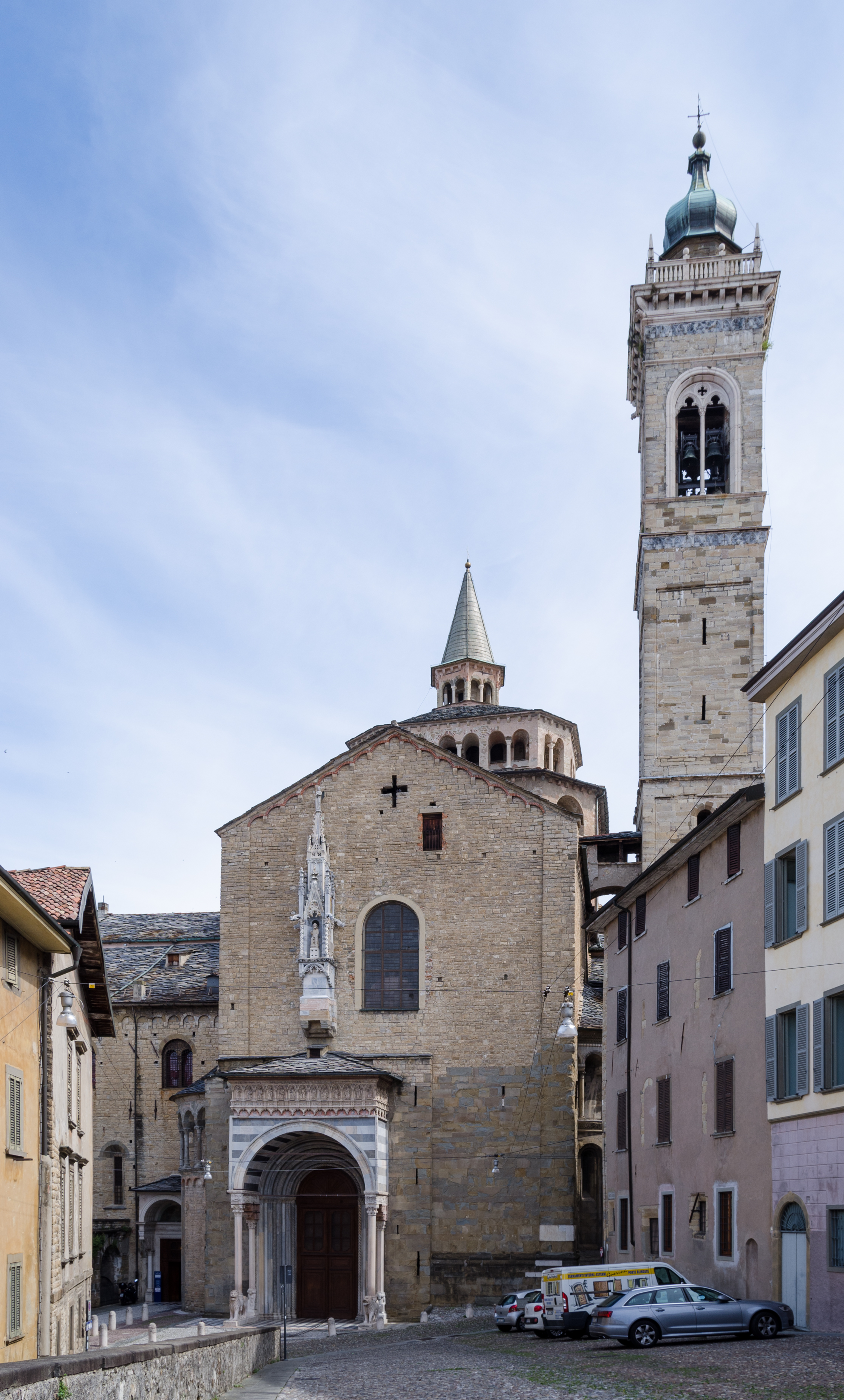
L'esterno del transetto di destra con la Porta dei Leoni Bianchi

La basilica è caratterizzata dalla mancanza di un ingresso centrale e della facciata, infatti questa è cieca in quanto faceva parete unica con l'antico palazzo vescovile. I quattro accessi alla chiesa sono tutti laterali.
Sul transetto settentrionale, in piazza del Duomo, si apre la porta detta dei Leoni rossi con protiro di Giovanni da Campione e a sinistra di questa, a ridosso dell'abside, l'ingresso secondario. Tra le due porte sono infisse nel muro le antiche misure di Bergamo: il Capitium Comunis Pergami (cavezzo - 2,63 metri) e il Brachium (braccio - 53,1 cm) a cui i tessitori e i commercianti facevano riferimento.
A destra della porta si impone la Cappella Colleoni con la scalinata d'ingresso delimitata da una cancellata in ferro battuto. Sempre sulla destra, staccato, sul fondo della piazza, il battistero.
Il transetto meridionale apre su piazza Rosate con la porta, sempre con protiro di Giovanni da Campione, detta dei Leoni bianchi e a sinistra di questa, arretrata, la porta della Fontana di Pietro Isabello.

#### Absidi

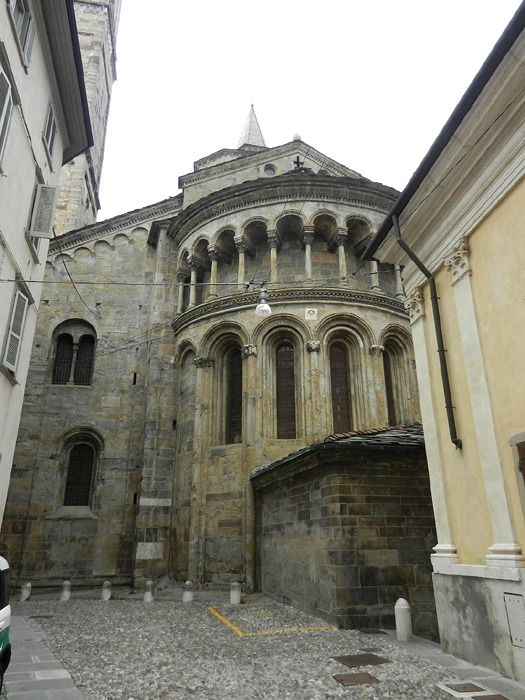
L'abside centrale

L'abside centrale è coronato da una loggia con volte a botte, delimitata in alto da un fregio a denti di sega e in basso da un fregio vegetale di derivazione classica che funge da cornicione.
La parte inferiore è scandita da archi ciechi su semicolonne che contengono monofore, bifore e trifore.
Nel pennacchio tra due degli archi ciechi si trova un ritratto d'uomo barbuto all'interno di un clipeo, con una scritta illeggibile.
I capitelli sono a decoro vegetale, ad eccezione di uno che raffigura Gli angeli con le trombe del giudizio.
L'abside del transetto destro ha una struttura analoga a quello principale.
Sul cornicione della loggia vi è un fregio costituito da nastri intrecciati, entro cui sono scolpiti animali affrontati.
Su una delle colonne degli archi ciechi vi è un capitello con il Sacrificio di Abramo.
Anche l'abside del transetto sinistro è simile a quella centrale, benché presenti un'esecuzione meno accurata.

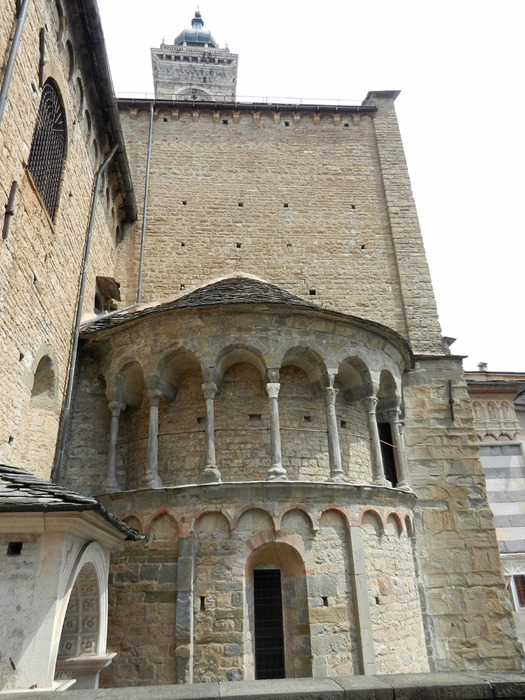
L'abside di sinistra
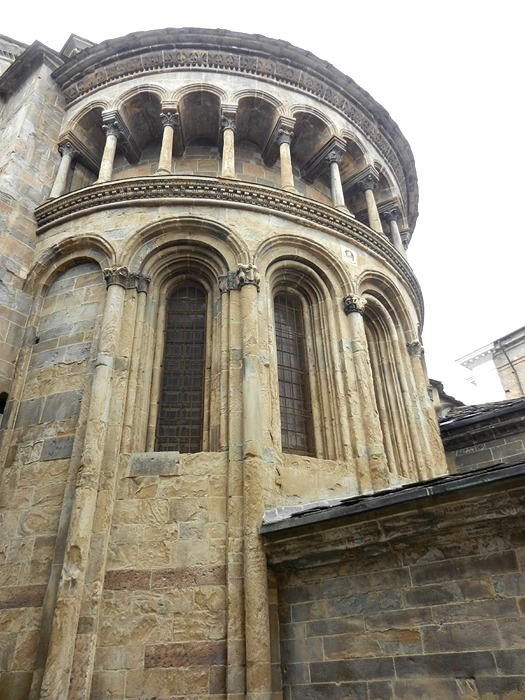
L'abside centrale
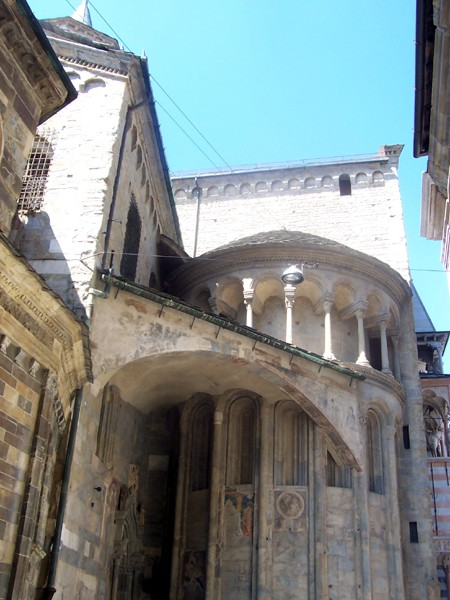
L'abside di destra

#### Porta dei Leoni rossi

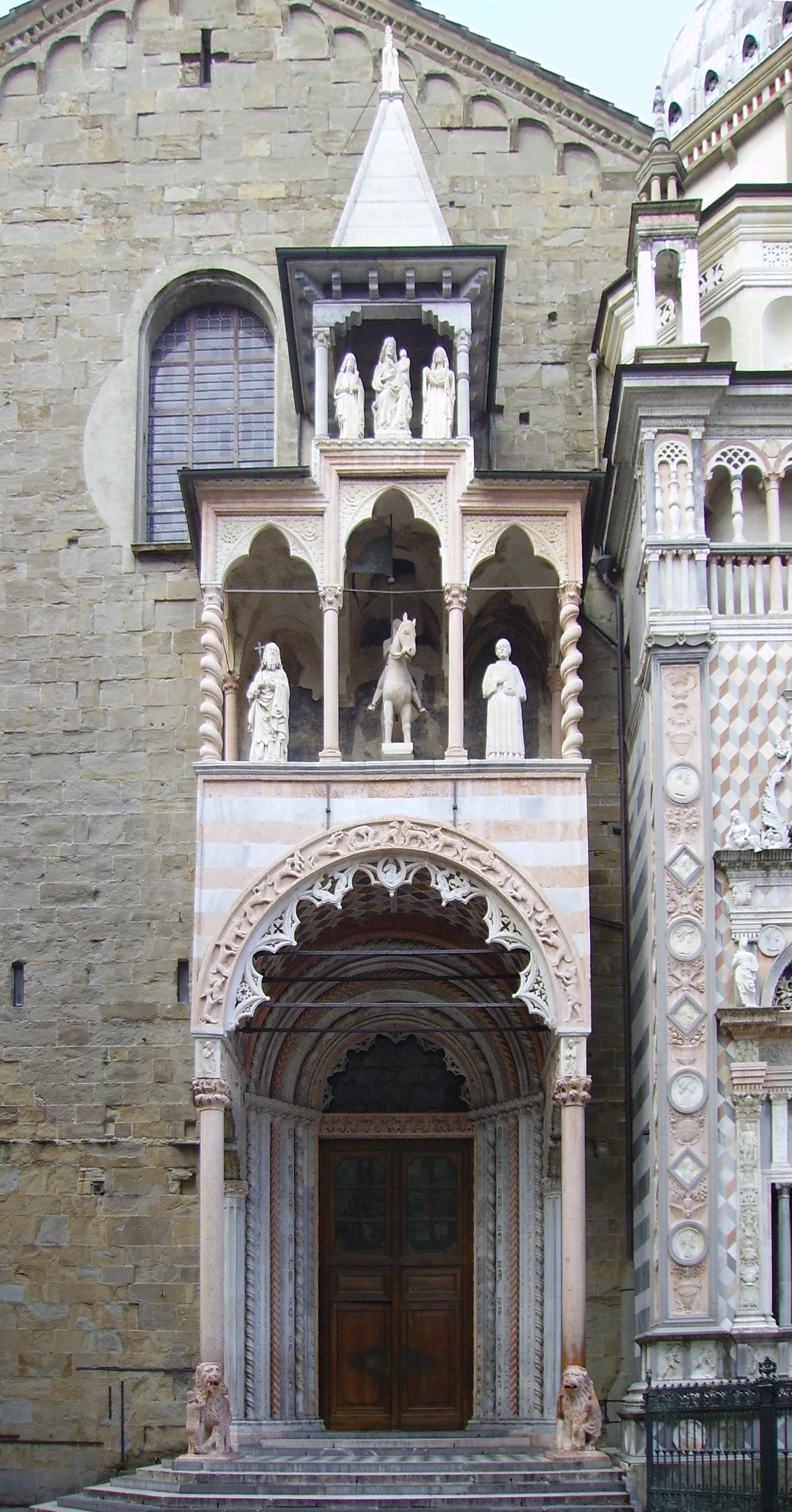
Porta dei Leoni rossi

La porta settentrionale, detta dei Leoni rossi, che si apre nel transetto sinistro e accede a piazza del Duomo è sormontata da un protiro di Giovanni da Campione, datato 1353 ma con importanti rifacimenti di fine Trecento, sostenuto da colonne sorrette da due leoni stilofori in marmo veronese, raffigurati in piedi, e contornati da figure di esseri umani e di animali.
L'arcone ha un archivolto percorso da un fregio con scene di caccia, mentre la volta è decorata a losanghe policrome. Sulle testate delle mensole che sorreggono l'arcone è raffigurata L'Annunciazione.
Al di sopra del protiro una loggia di tre spazi con archetti trilobati contiene le statue di san Barnaba, san Vincenzo o san Proiettizio e al centro la statua equestre di sant'Alessandro.
Ancora al di sopra, si trova la Madonna col Bambino affiancata da sant'Esteria e santa Grata, opera di Andreolo de' Bianchi (1398).
Il portale romanico, del XII-XIII secolo, privo di lunetta ed architrave, presenta delle figurine inserite all'interno di riquadri.

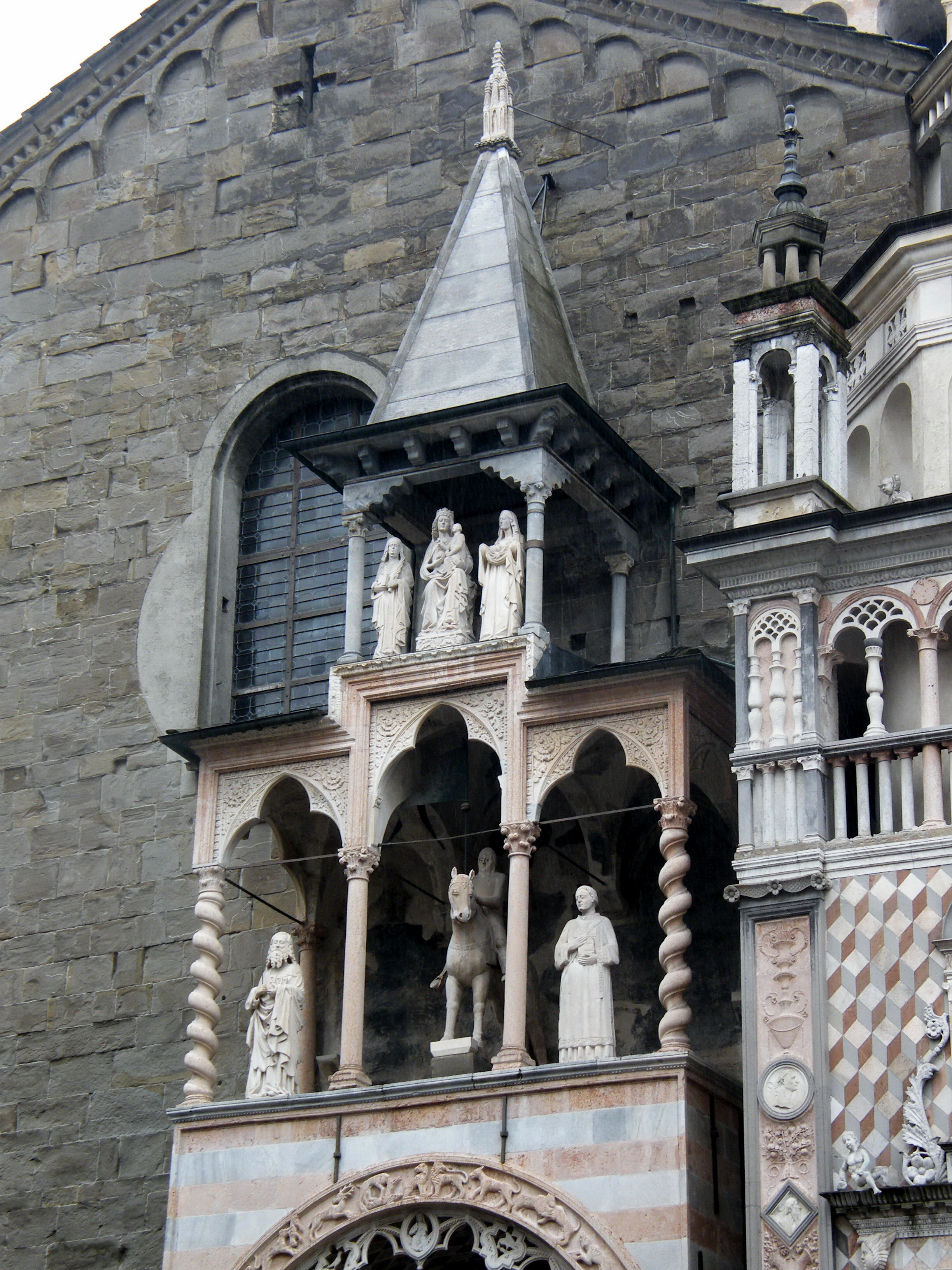
La parte superiore del protiro
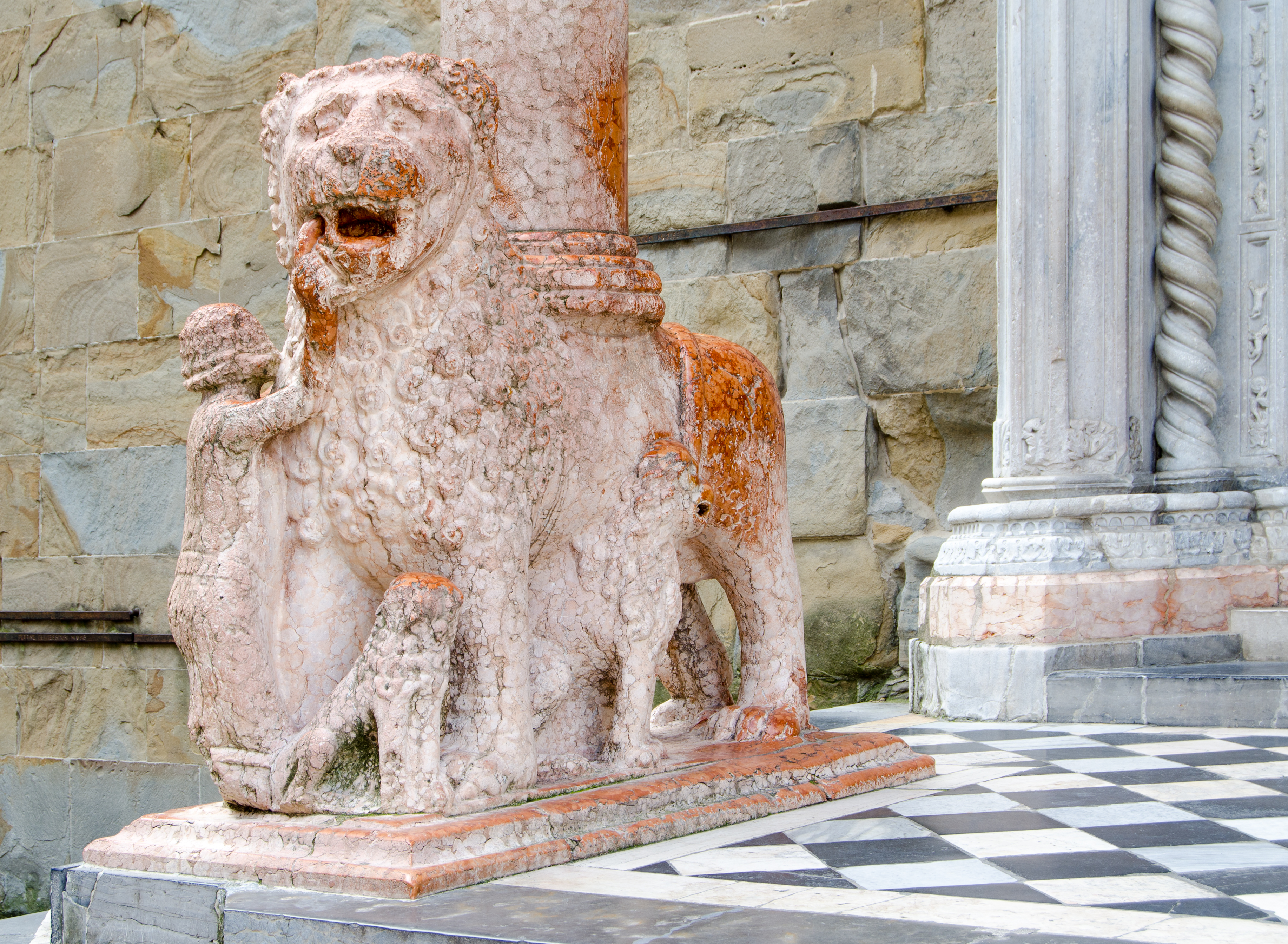
Leone di sinistra
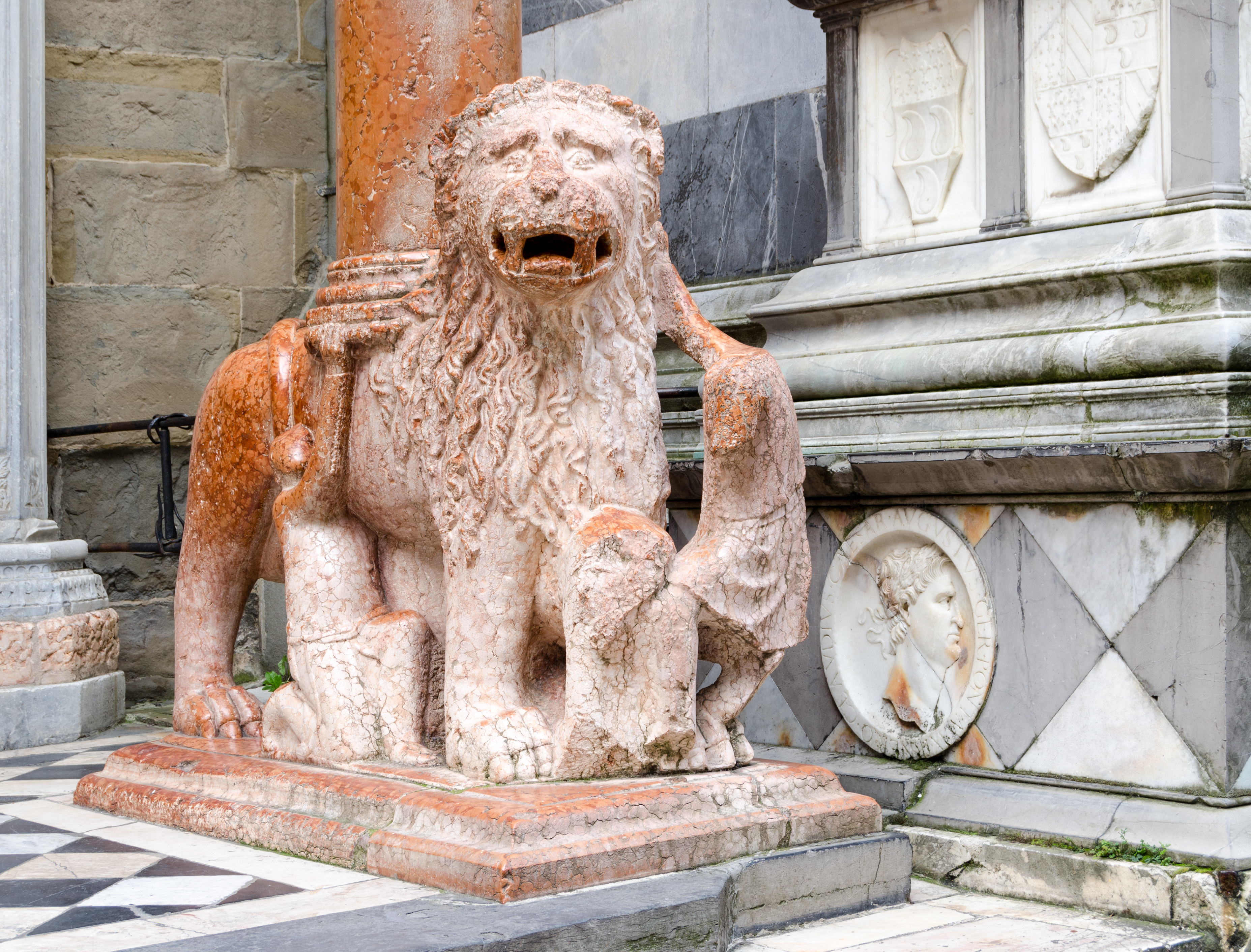
Leone di destra

#### Porta laterale settentrionale
Lungo la navata sinistra, seminascosta dall'abside di nord-est si apre una porta sormontata da un arcone gettato tra la parete e l'abside, affrescato da Pecino da Nova (ne restano solo tracce di pittura). Il portale, costruito da Nicolino con il padre Giovanni da Campione, presenta uno sviluppo più gotico, ma di fattura povera. Le sculture in arenaria più tozze e popolaresce fanno ipotizzare una realizzazione precedente.
Proprio questa porta fu utilizzata come location della miniserie televisiva I promessi sposi di Salvatore Nocita del 1989.

#### Porta dei Leoni bianchi

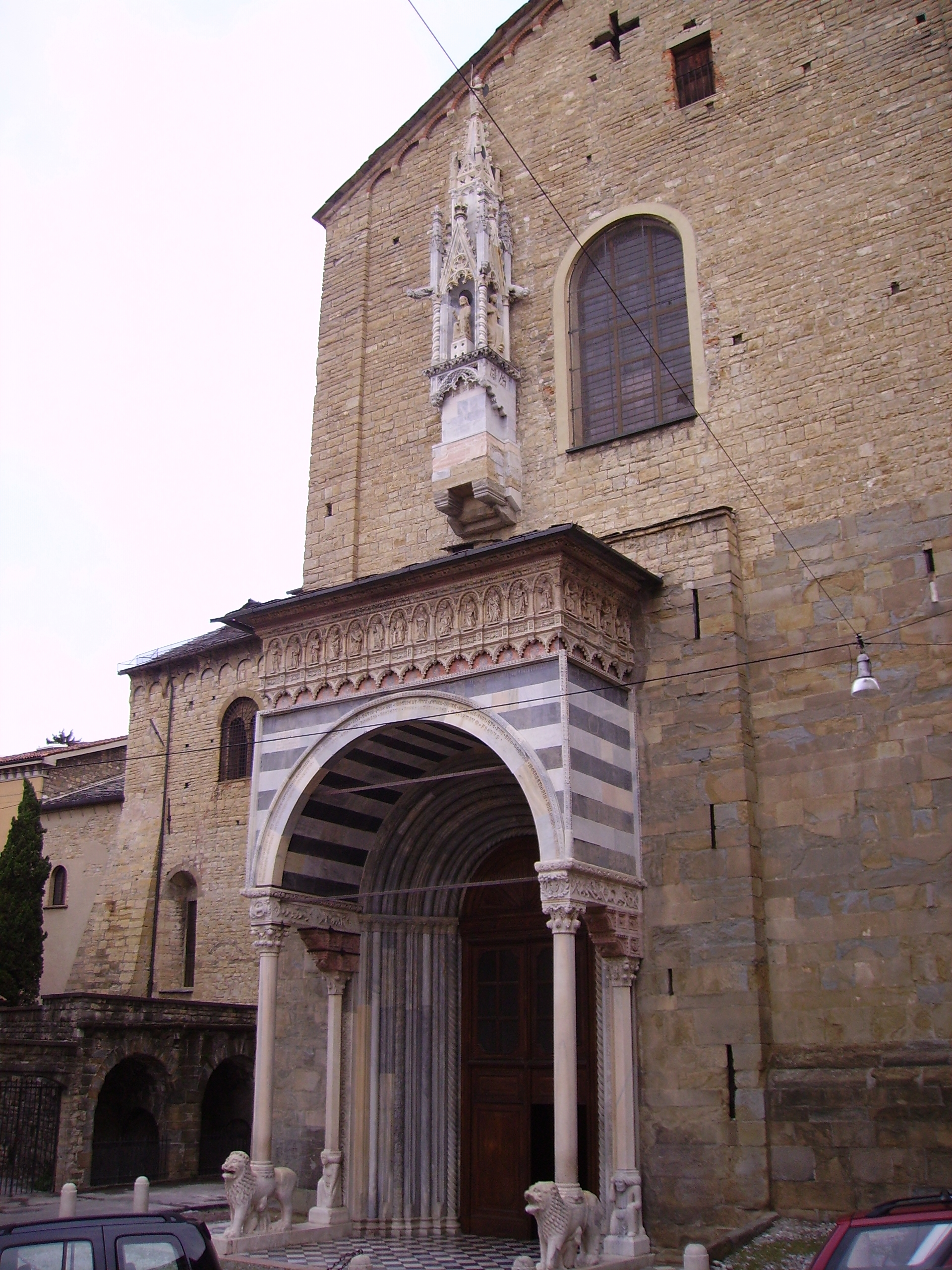
Portale meridionale detto dei Leoni bianchi

La porta meridionale, detta dei Leoni bianchi, che apre il transetto destro su piazza Rosate è coperta dal protiro di Giovanni da Campione, risalente al 1360, sostenuto da due ordini di colonne: quelle esterne sorrette da leoni stilofori, mentre quelle interne sostenute da due telamoni inginocchiati di epoca più antica, un uomo e una donna.
Le mensole che sorreggono l'arcone del protiro hanno capitelli fogliati. Sulla mensola di destra sono rappresentati draghi ed esseri mostruosi, mentre la mensola sinistra mostra delle scene di caccia.
Il portale è coronato da un bassorilievo raffigurante, all'interno di nicchie, Cristo contornato da santi, opera sempre di Giovanni da Campione (1360); nella lunetta c'è un rilievo con La nascita del Battista.
Il tutto è sormontato da un'edicola pensile in stile gotico realizzata tra il 1400 e il 1403 da Hans von Fernach.

#### Porta della Fontana
Sempre sul lato meridionale accanto alla Fontana di Antescolis, si apre una porta secondaria detta appunto della Fontana sormontata da un portichetto rinascimentale di Pietro Isabello (1521).

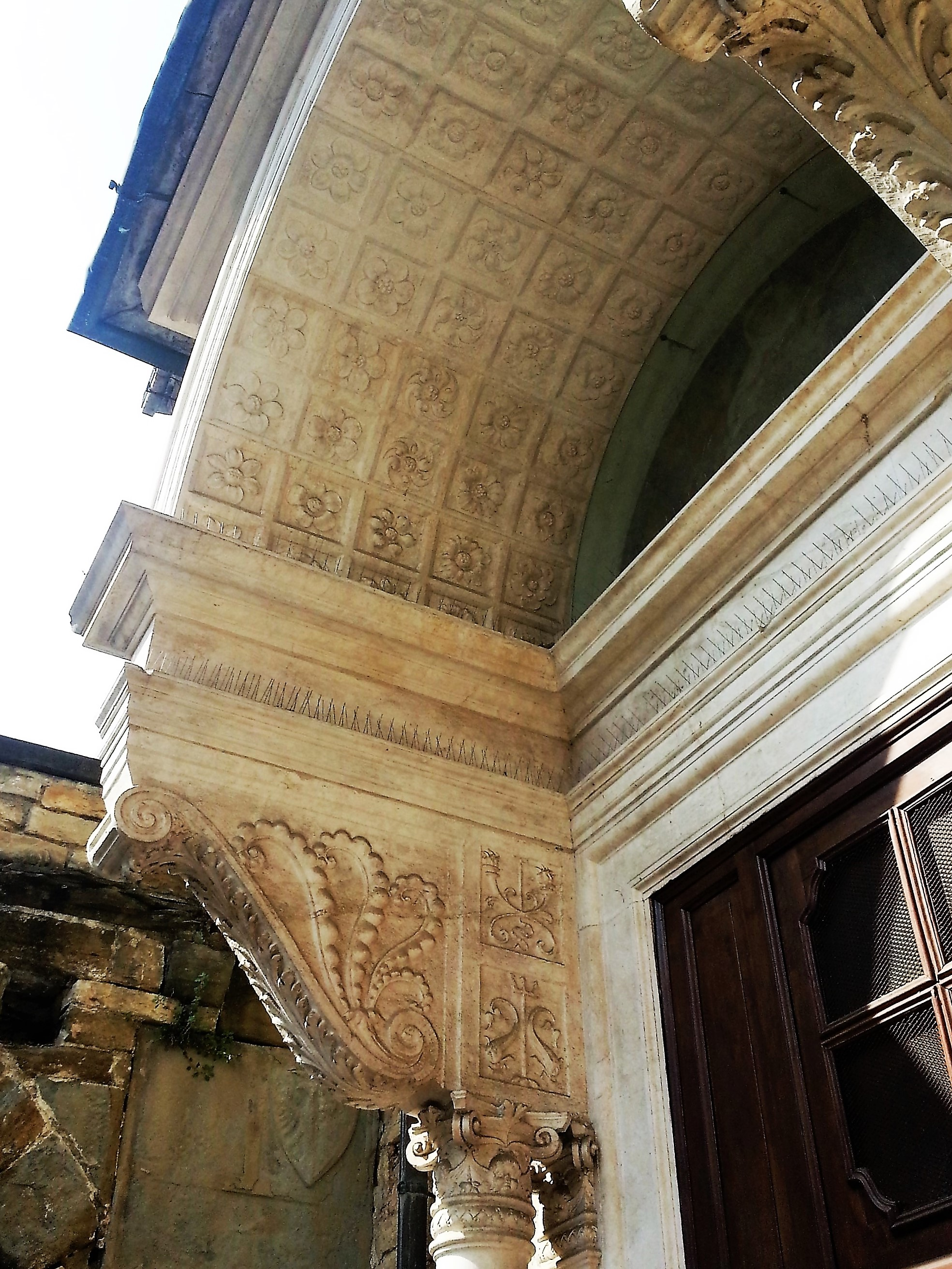
Porta della Fontana progetto di Pietro Isabello

La lunetta ha un affresco che rappresenta la Natività di Maria, attribuito ad Andrea Previtali.

#### Cupola
La cupola ha la forma ottagonale, formata da tre gallerie digradanti d'impianto duecentesco. Venne ristrutturata e modificata da Francesco Maria Richini del XVII secolo. La cupola fu affrescata nel 1521 da Gian Paolo Cavagna con il dipinto incoronazione della Vergine, angeli e profeti.

#### Battistero
Vi era già alla costruzione della chiesa nel 1137 un fonte battesimale, unico di tutta la città dove ogni sabato santo il vescovo di Bergamo amministrava il sacramento del battesimo. Il nuovo battistero fu costruito nel 1340 sotto il vescovado di Cipriano degli Alessandri da Giovanni da Campione: era originariamente collocato all'interno della basilica, sulla parete terminale della navata centrale in prossimità dell'uscita laterale a sud, dove vi era l'antica fontana di Antescolis. Nei secoli successivi fu più volte spostato: rimosso dall'interno nel 1660, fu prima parzialmente ricomposto in una apposita cappella del Duomo nel 1691; infine l'intera struttura fu ricostruita con aggiunte e rifacimenti nel cortile della canonica nel 1856 circa a opera di Virginio Muzio. Fu poi ampliato.
Esso è ospitato sul lato ovest della piazza del duomo, in asse con la facciata della cattedrale e quasi a ridosso della cappella Colleoni; è frutto di una ricomposizione effettuata nel 1898-1899, che ne ha alterato almeno le proporzioni, presentandosi più alto di quanto non fosse in origine.

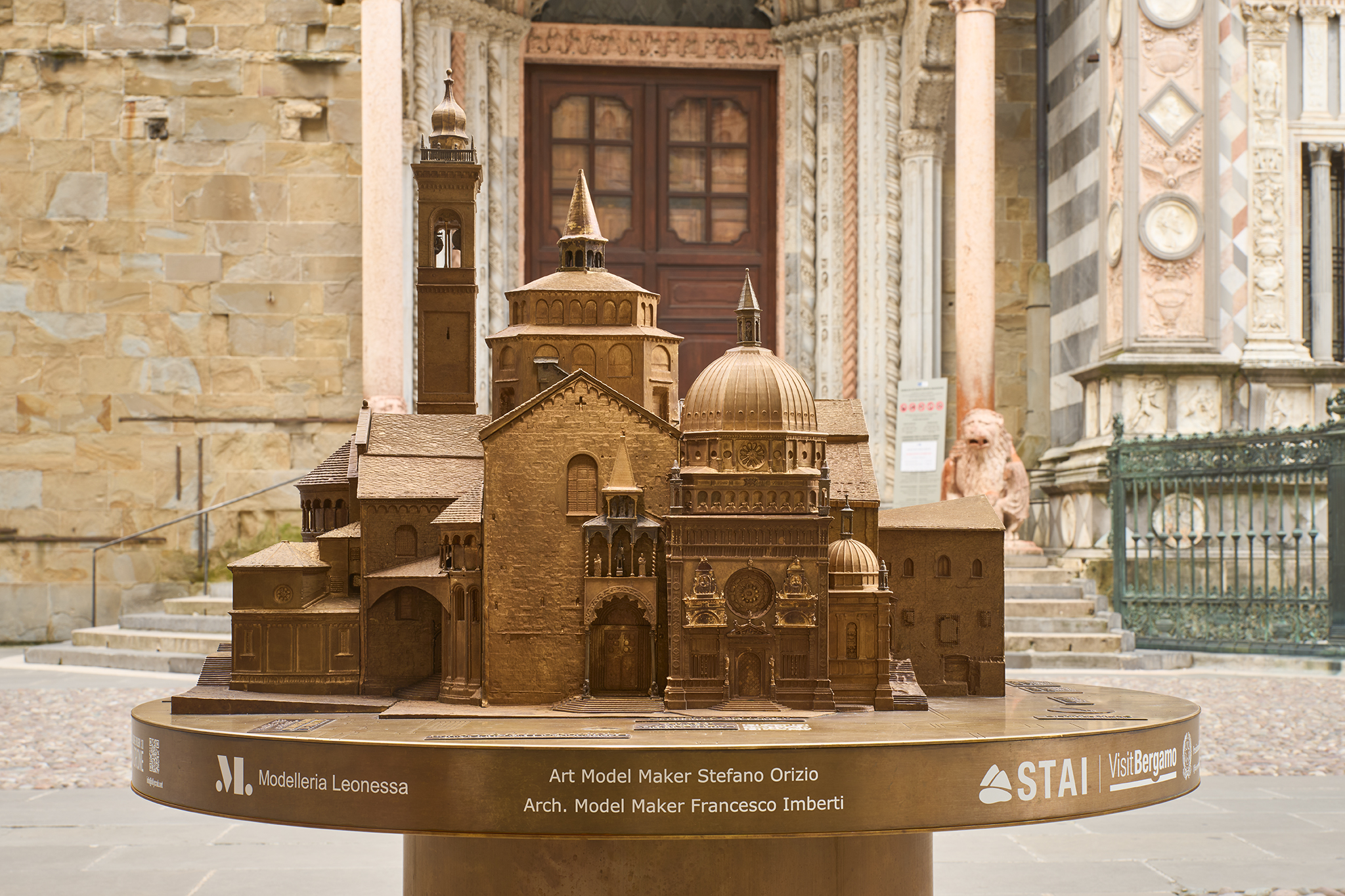
Prospetto Nord

Plastico Architettonico Ipovedenti

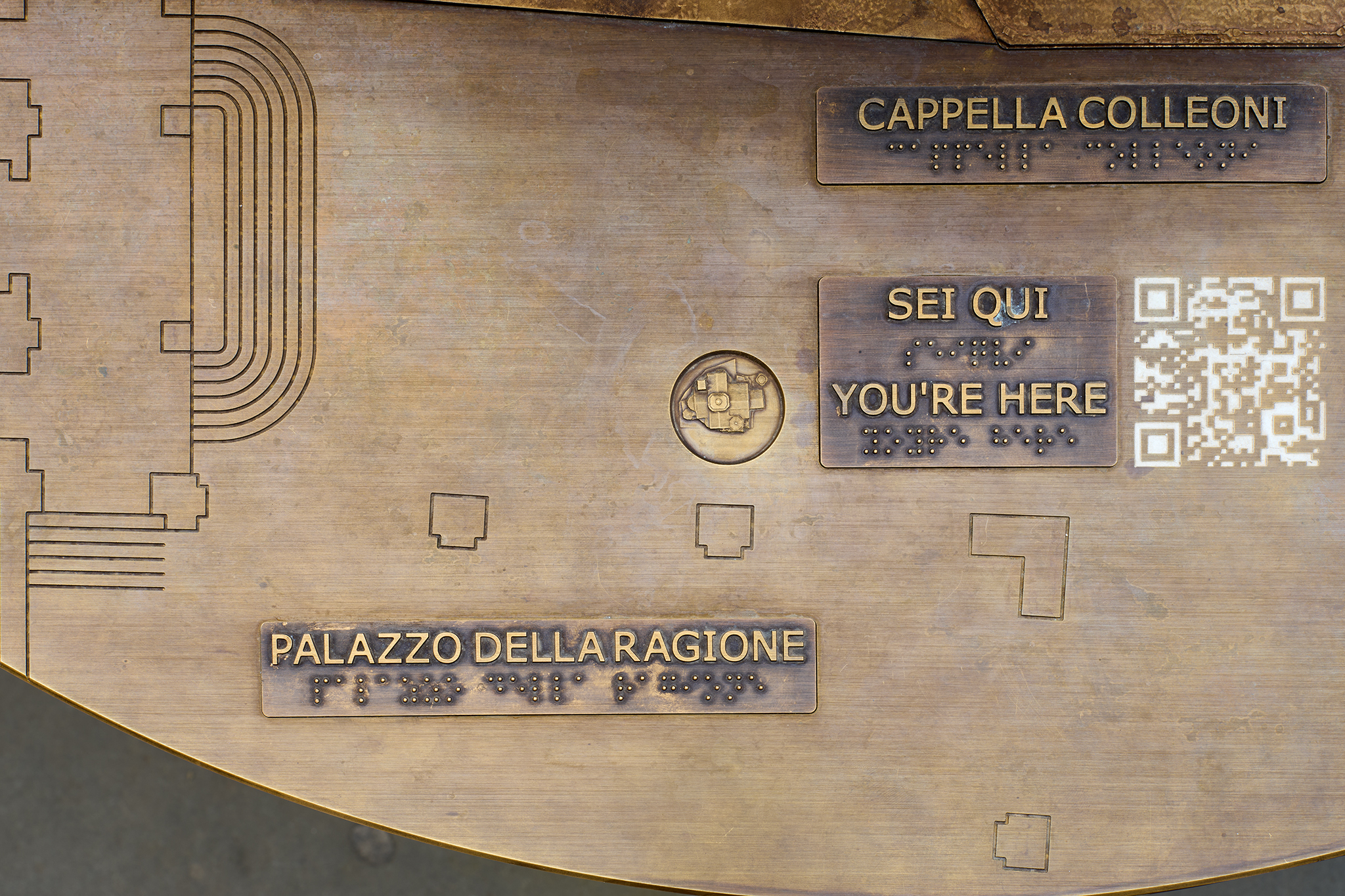
Braille

Realizzato nel 2024 all’interno del Progetto S.T.A.I. (Servizi per un Turismo Accessibile e Inclusivo), finanziato dalla Presidenza del Consiglio dei Ministri e dalla Regione Lombardia con l’obiettivo di proporre un modello di turismo inclusivo nei territori di Bergamo e Brescia e di promuovere una maggiore consapevolezza dell’importanza dell’accessibilità al patrimonio culturale nazionale. Una dettagliata riproduzione in scala 1:100 permette ai visitatori con disabilità visive di esplorare e comprendere le caratteristiche architettoniche della basilica attraverso il tatto. Ogni elemento del plastico, dalle imponenti facciate ai minuziosi rilievi decorativi, è stato realizzato in ottone e collocato all’interno della Piazza del Duomo. Il modello 3D digitale, creato utilizzando 6000 fotogrammi realizzati con un drone, ha permesso una ricostruzione estremamente precisa, utilizzata come base per la realizzazione del plastico fisico tramite la fresatura a CNC a 5 assi, il processo di microfusione ed il montaggio e la finitura a mano.

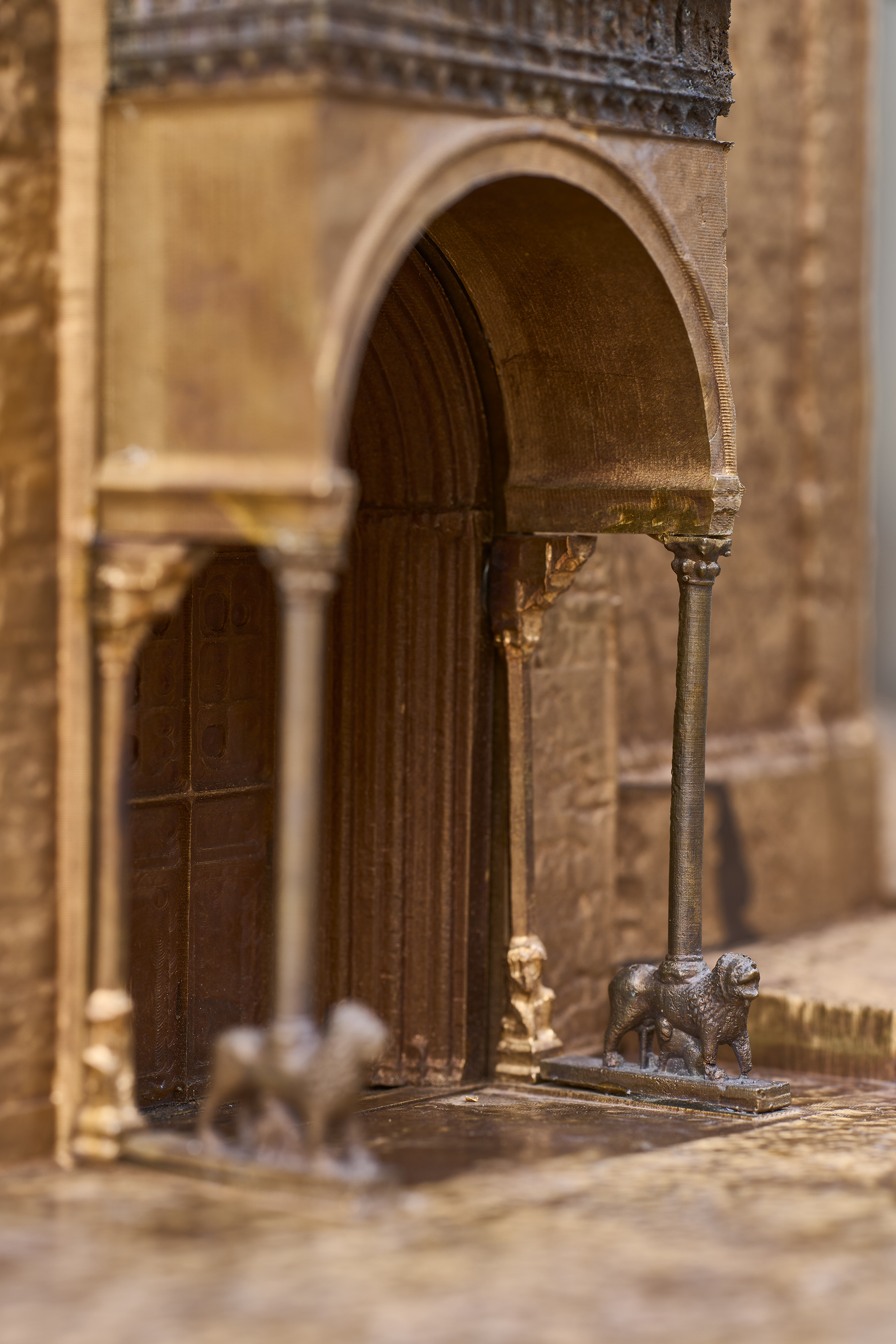
Dettaglio
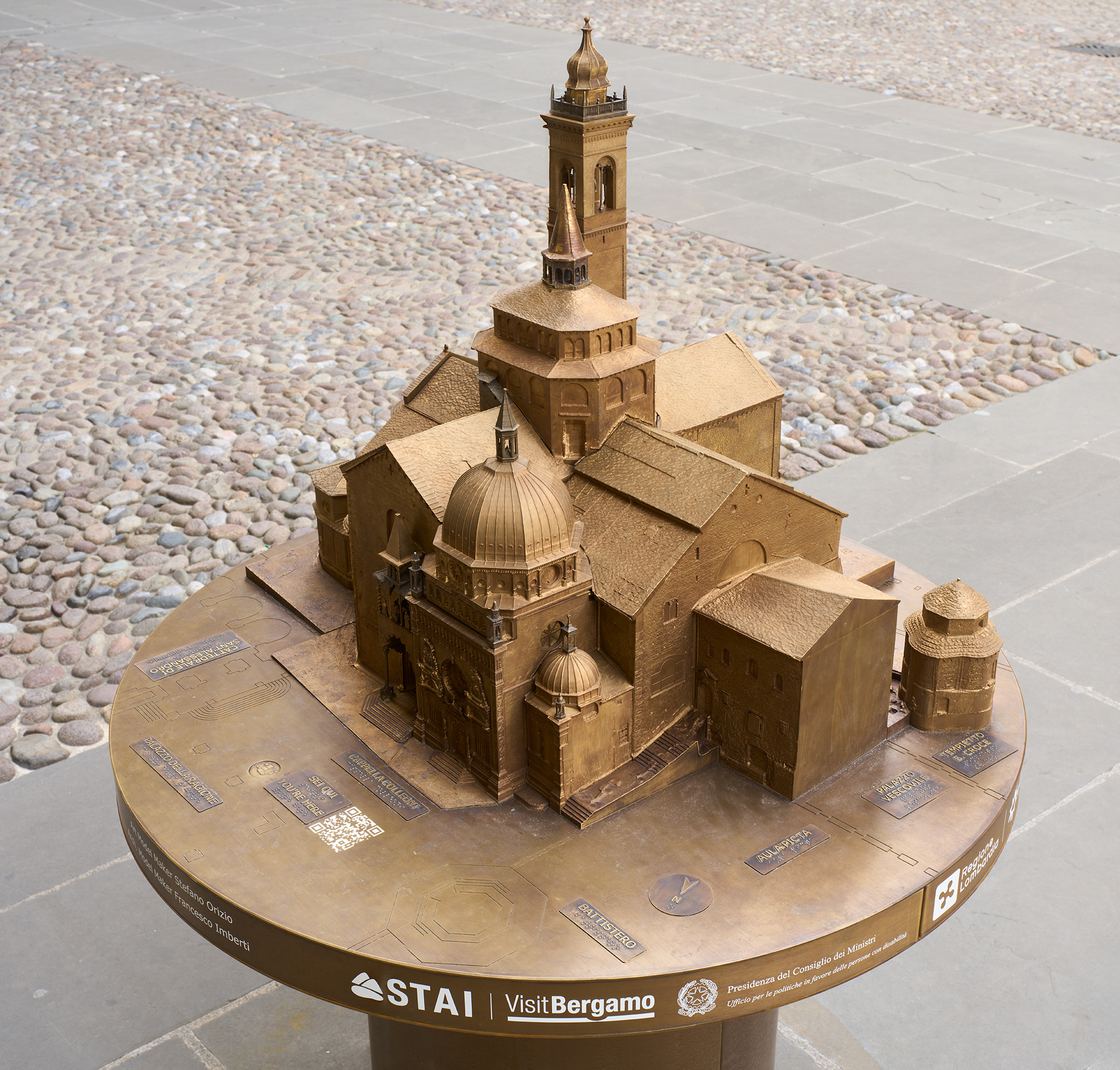
Vista prospettica

### Interno

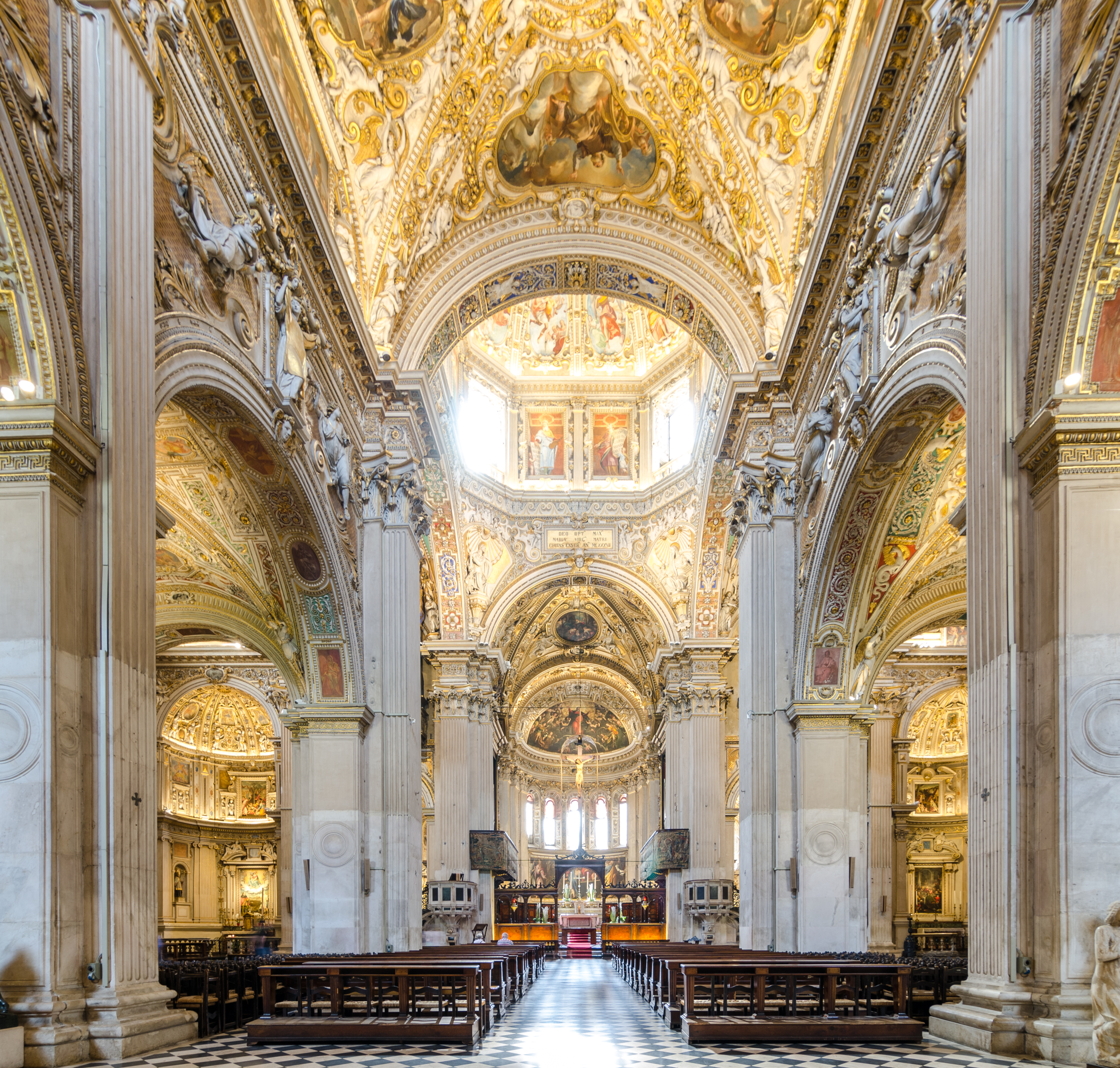
Interno

L'interno della basilica conserva l'impianto romanico a croce greca con tre navate divise da pilastri che finiscono con l'abside, ma la decorazione è stata realizzata nel XVII secolo dallo stuccatore Giovanni Angelo Sala con il figlio Gerolamo.
Lungo le pareti e ai pilastri sono appesi degli arazzi, in parte eseguiti a Firenze (1583-86) su disegno di Alessandro Allori e in parte di fattura fiamminga (secolo XVI-XVII), che rappresentano scene della Vita di Maria.
Sopra l'arazzo che rappresenta la Crocifissione, eseguito ad Anversa nel 1698 su cartoni di Ludwig van Schoor, è il dipinto di Luca Giordano con il Passaggio del mar Rosso (1681).
A sinistra dell'ingresso vi è il monumento sepolcrale del cardinale Guglielmo Longhi, di Ugo da Campione (1319-1320).
Sulla parete di fondo, il monumento funebre a Gaetano Donizetti, imponente opera scultore di Vincenzo Vela (1855) e quello di Simone Mayr, maestro del Donizetti e già maestro di cappella in questa stessa basilica, eseguito nel 1852 da Innocenzo Fraccaroli.
All'inizio della navata sinistra, un confessionale ligneo in stile barocco intagliato da Andrea Fantoni (1704 e poi fu trasferito nella parrocchiale di Zandobbio).
Un crocifisso  ligneo del Trecento pende sopra la balaustra del presbiterio.

#### Presbiterio
Nel presbiterio, che ospita sei candelabri in bronzo del 1597, vi è un coro ligneo disegnato da Bernardino Zenale e da Andrea Previtali. Gli stalli del coro e le tarsie dell'iconostasi, che raffigurano racconti biblici, (il Passaggio del Mar Rosso, il Diluvio Universale, Giuditta e Oloferne e Davide e Golia) sono stati eseguiti tra il 1522 e il 1555 su disegno di Lorenzo Lotto da Giovan Francesco Capoferri e Giovanni Belli. Le differenti cromie sono date dal diverso tipo di legno, mentre sfumature di colore e profondità d'immagine sono ottenute con infusi d'erbe e utilizzo di sabbia calda.
Sull'altare di destra dedicato a San Marco, vi è la pala di Ognissanti opera di Antonio Boselli del 1574., mentre sull'altare di sinistra dedicata al voto vi è la pala di Gian Paolo Lolmo raffigurante la  Vergine con il Bambino con i santi Sebastiano e Rocco del 1584, pala commissionata per ringraziare la Vergine d'essere stati preservati dalla peste del 1576.

#### Navata
Alla testata del transetto destro vi sono affreschi trecenteschi d'ispirazione giottesca di autore ignoto con Storie di sant'Egidio, L'ultima cena (1347), ma che per caratteristica artistica sono riconducibili al Maestro dell'albero della Vita. I due affreschi raffigurano le due scene con dovizia di particolari realistici. L'Ultima cena ha la cura di individuare psicologicamente il pensiero e il turbamento di ogni commensale, nel momento stesso in cui Cristo rivela il tradimento da parte di uno dei presenti porgendogli un pezzo di pane. La tavola imbandita su una bianca tovaglia, porta la simbologia eucaristica con il pane, le ciliegie, le brocche d'acqua e di vino e il pesce, simbolo dei primi cristiani. La raffigurazione di sant'Eligio presenta una precisione e naturalezza dell'atto di ferrare, ma anche dell'ambiente lavorativo mostrandocelo nella sua quotidianità.

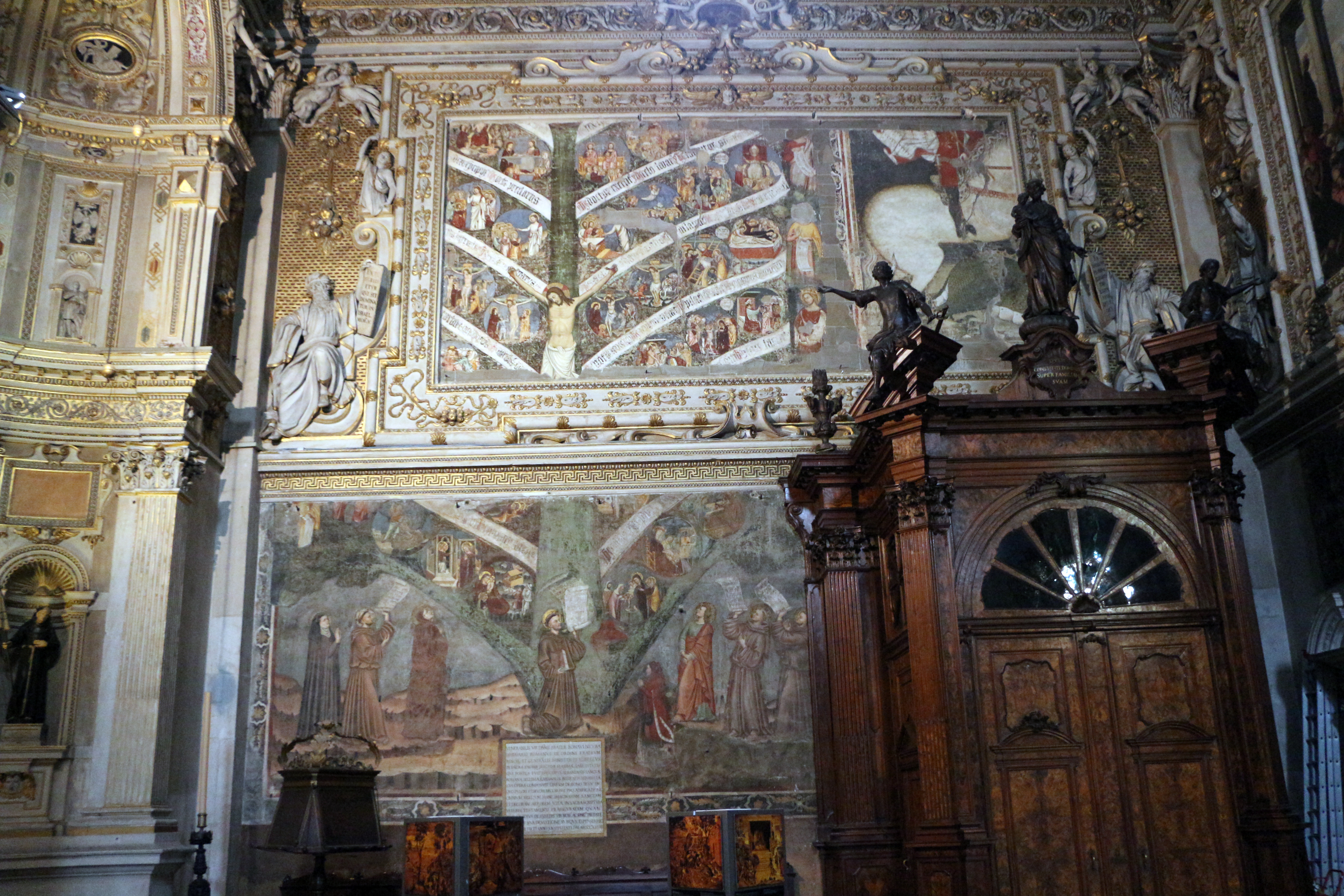
Maestro dell'albero della vita- albero della Vita

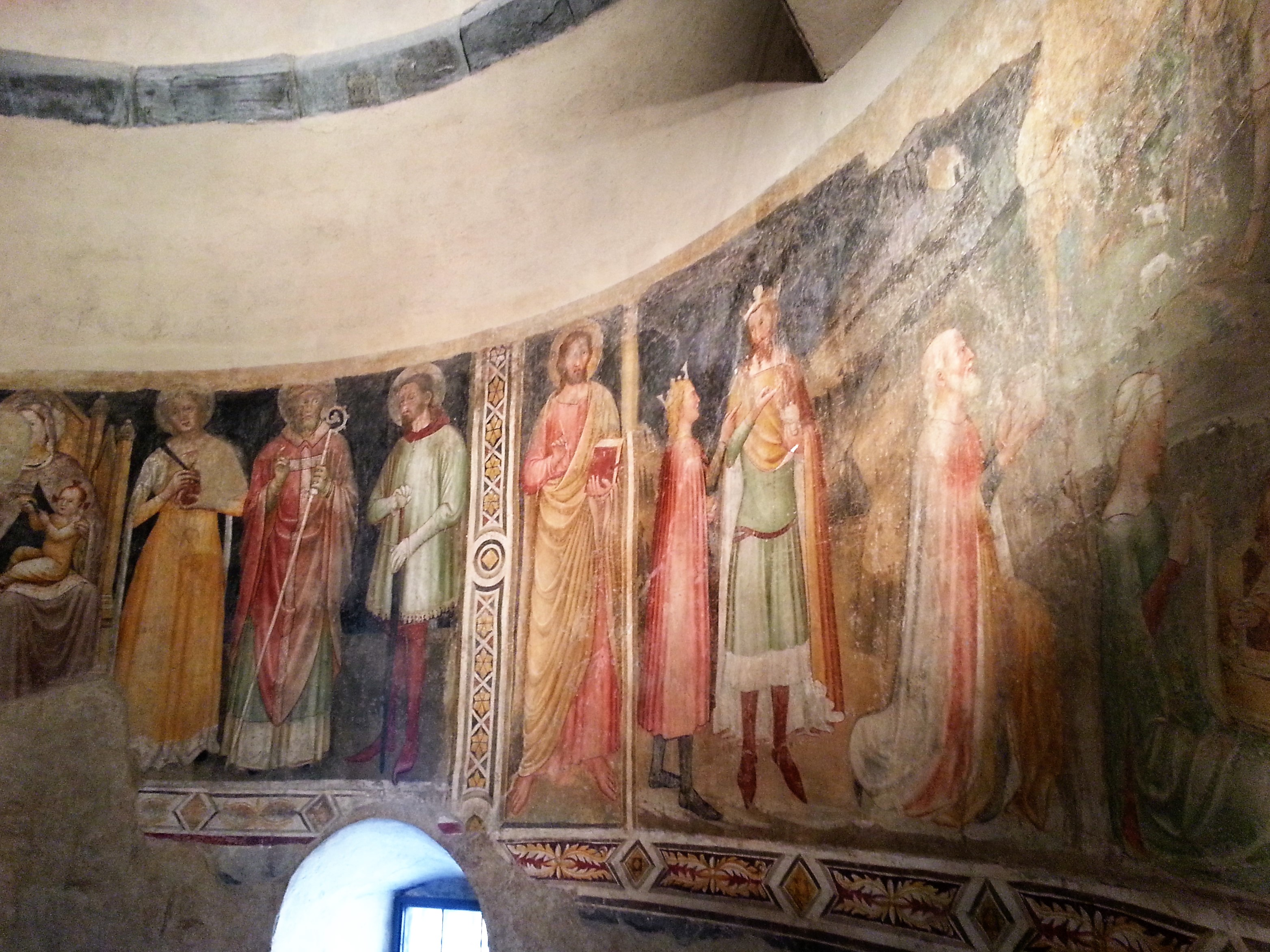
Tesori di Santa Maria Maggiore- Affreschi del Trecento

Nella parete meridionale, a destra dell'abside, si trova il grande affresco dell'Albero della Vita opera sempre del medesimo maestro (1342-1347). Il dipinto prende spunto dal Lignum Vitae composto da Bonaventura da Bagnoregio nel 1260. Nella parte inferiore tra i santi vi è dipinto un devoto, inginocchiato, dalle dimensioni inferiori rispetto alle altre figure, in segno di rispetto, ma che dalle vesti manifesta una classe nobile: è il committente dell'opera, come indica l'iscrizione che ne riporta il nome: Dominus Guidius de Suardis. L'affresco, che copre un'intera parete, testimonia il grande potere politico e sociale che aveva la famiglia Suardi in città. La parte superiore è nascosta dal grande dipinto di Pietro Liberi raffigurante il Diluvio universale realizzato nel 1661. Accanto all'Albero della Vita, con la rimozione della tela del Liberi, è rinvenuto un affresco raffigurante un grande cavaliere a cavallo identificato in san Giorgio.
Nel coro absidato è ospitata la grande tela di Camillo Procaccini del 1594 Apostoli intorno al sepolcro vuoto e colmo di fiori della Madonna, completata dall'opera del Cavagna Madonna Assunta con angeli.
Il matroneo espone il tesoro della basilica, ed è accessibile dal transetto sinistro attraverso una delle absidi minori riaperte al pubblico. Il museo è aperto ogni giorno con il pagamento di un biglietto d'ingresso.

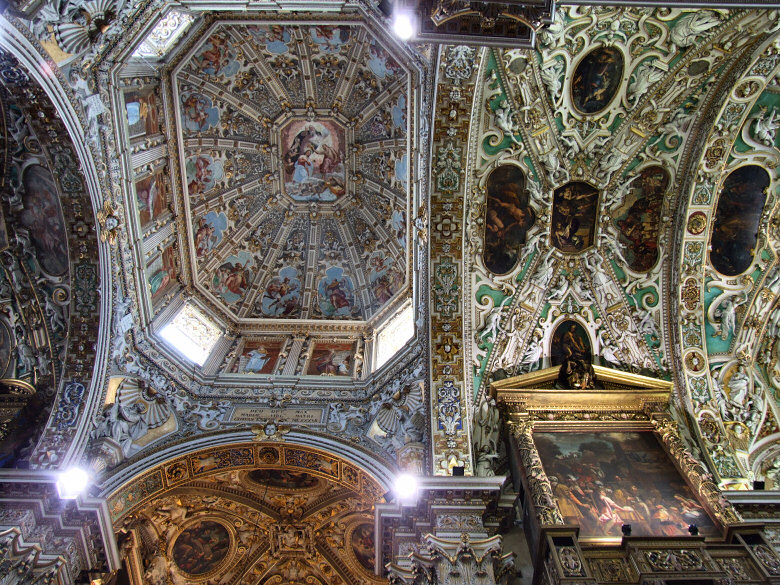
Interno della cupola e volta del transetto
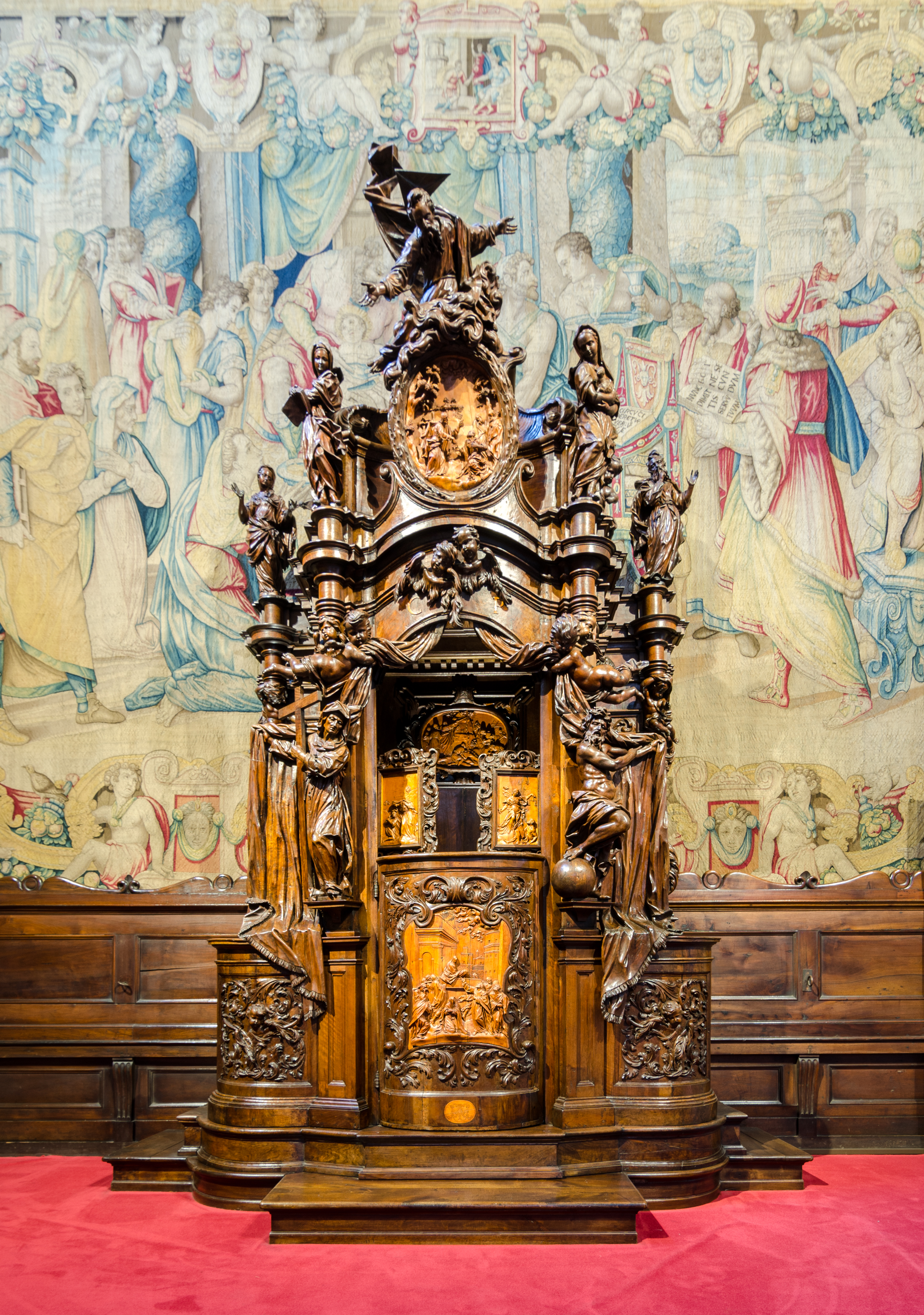
Confessionale del Fantoni
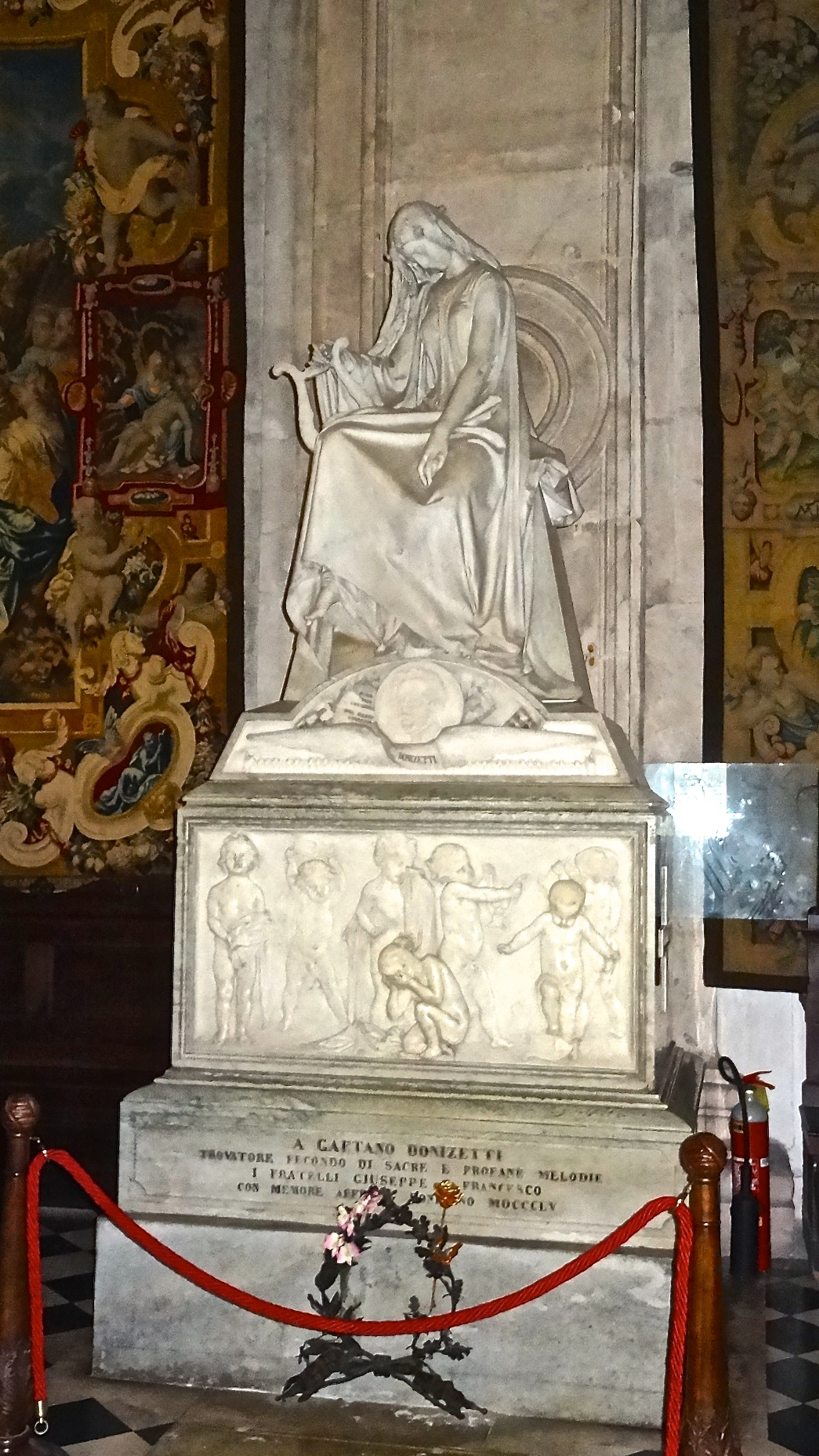
Monumento a Gaetano Donizetti
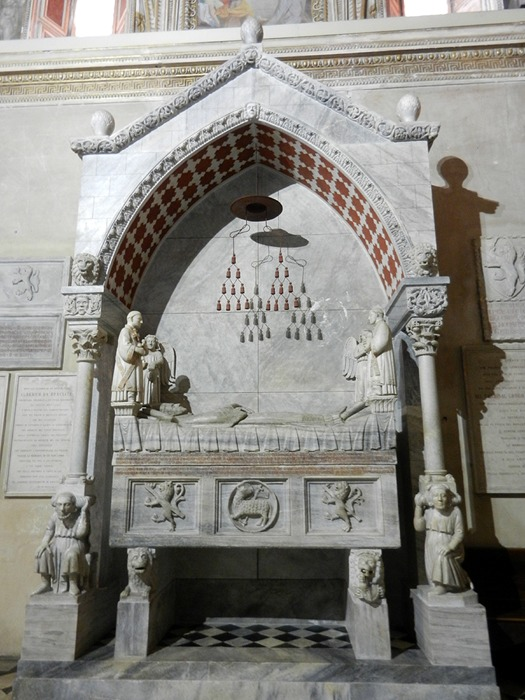
Tomba del cardinale Guglielmo Longhi
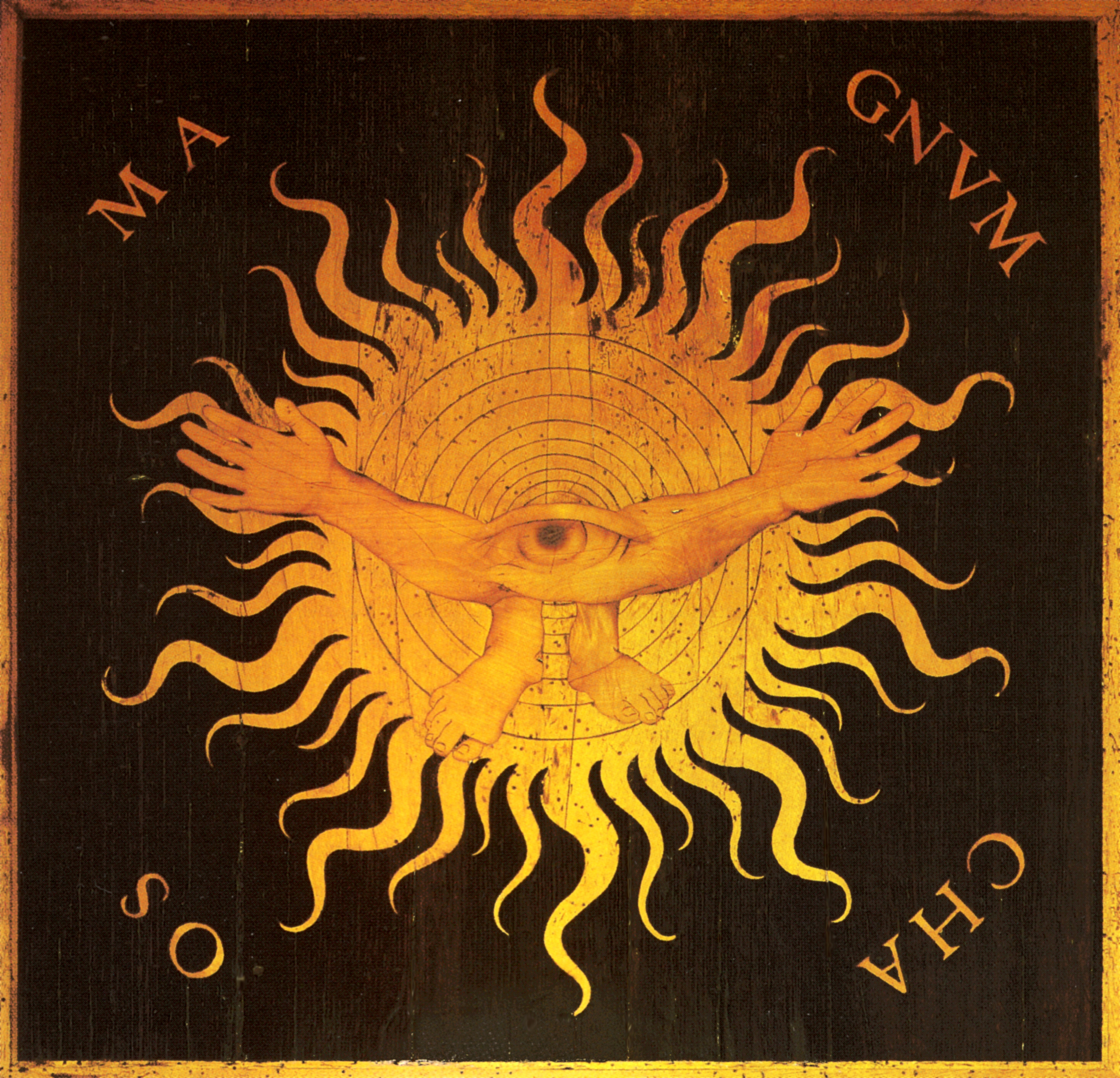
Creazione Una delle tarsie lignee del coro
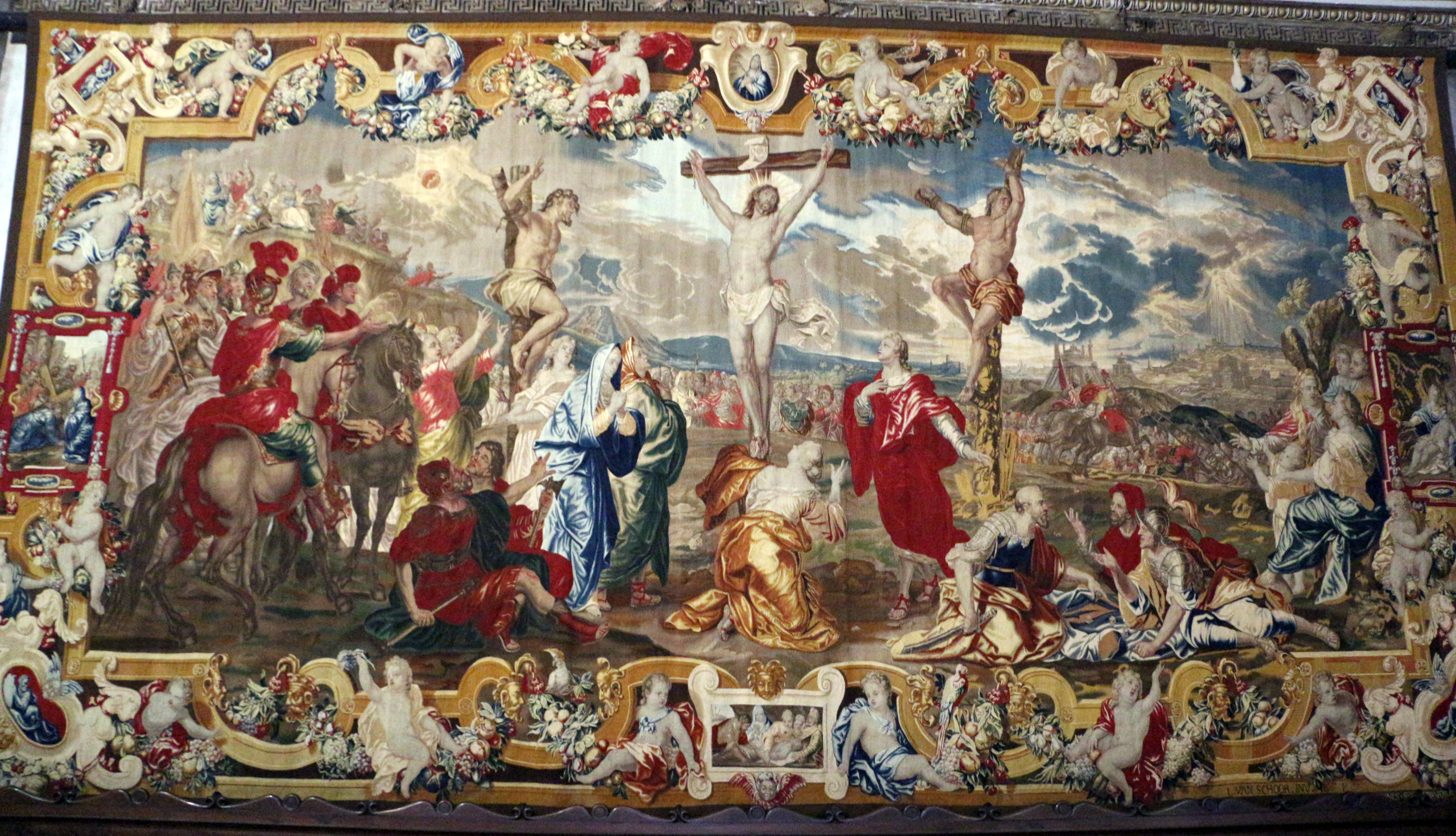
Crocifissione di Ludwig van Schoor

### Organo a canne
La costruzione del primo organo positivo della chiesa risale al 1402 a opera di fra Martino de Stremidi da Concorezzo, che aveva già operato alla costruzione del primo organo del Duomo di Milano (1395) e successivamente per quelli bresciani.
L'organo presente nel transetto sinistro fu costruito da Nicola da Verona del 1498 e oggetto di restauro nel 1640 da Costanzo Antegnati dell'importante famiglia di organari.
Sulle due cantorie lungo le pareti laterali dell'abside, si trova l'organo a canne, costruito nel 1915 da Carlo Vegezzi Bossi e restaurato ed ampliato dalla ditta organaria Fratelli Ruffatti nel 1948 e nel 1992.
Lo strumento è a trasmissione elettrica e la sua consolle, mobile indipendente, è situata nel presbiterio, nei pressi dell'altare maggiore; quest'ultima ha tre tastiere di 61 note ciascuna e pedaliera concavo-radiale di 32 note.

## Rapporto della basilica con i cittadini
La basilica, essendo stata dichiarata il 14 marzo 1453 da papa Nicolò V esente dalla giurisdizione vescovile, ebbe un ruolo importante per i gli abitanti della città diventando parte della vita pubblica:
- Sulla parete settentrionale del transetto erano collocati, e ancora visibili, i campioni delle antiche misure bergamasche per i tessitori e per i muratori: la parete, il braccio e il cavezzo misure che i cittadini dovevano rispettare.
- Era usanza dei cittadini lasciare nella basilica i propri beni mobili, come cassapanche.[30]
- La scritta incisa sul protiro meridionale che data l'inizio lavori della basilica al 1137, contiene alcuni errori, il vescovo non era Rogerio come indicato ma Gregorio, e Lotario non era solo imperatore ma già re. Questo conferma che la scritta non è quella originaria.[31]
- Nel Medioevo le chiese avevano all'esterno dei porticati, che erano luogo di lavoro e di commercio; alcuni prendevano il nome delle famiglie potenti della città. Santa Maria Maggiore aveva il porticato porticus illorum de Rivola, di cui rimane ancora traccia accanto alle misure bergamasche.[32]

## Personalità sepolte
- Gaetano Donizetti
- Johann Simon Mayr

### Esplicative
1. ↑   A.Bianchi, BERGAMO (enciclopedia dell'arte medioevale), in Enciclopedia dell'arte medievale, Roma, Istituto dell'Enciclopedia Italiana, 1991-2000. URL consultato l'11 aprile 2016.
«Fra le fabbriche religiose dell'Alto Medioevo un ruolo fondamentale fu svolto da.....S. Vincenzo, con l'annessa chiesa di S. Maria (poi S. Maria Maggiore)»
2. ↑  Ronchetti indica la data nel 1135 come anno della grave siccità
3. ↑   Basilica di Santa Maria Maggiore, su fondazionemia.it, Fondazione mia. URL consultato il 12 aprile 2016.
«La storia racconta che, nel 1133, una forte siccità colpì le terre bergamasche e che a questa seguì una carestia e la peste. La popolazione di Bergamo, stremata, invocò l'aiuto della Maria Vergine e promise la costruzione di una bellissima chiesa in segno di ringraziamento»
4. ↑   A.Bianchi, BERGAMO (enciclopedia dell'arte medioevale), in Enciclopedia dell'arte medievale, Roma, Istituto dell'Enciclopedia Italiana, 1991-2000. URL consultato l'11 aprile 2016.
«S. Vincenzo era probabilmente consacrata al culto ariano»
5. ↑   Basilica di Santa Maria Maggiore, su fondazionemia.it, Fondazione mia. URL consultato il 12 aprile 2016.
«Nel 1137, davanti al vescovo Gregorio e a tutta la cittadinanza, fu posata la prima pietra della Basilica di Santa Maria Maggiore.»
6. ↑  L'ampliamento della chiesa precluse il passaggio degli abitanti da Piazza Vecchia a piazza delle rosate, si creò quindi all'interno della basilica una via d'accesso con i due portali uno frontale all'altro
7. ↑   Basilica di Santa Maria Maggiore, su fondazionemia.it, Fondazione mia. URL consultato il 12 aprile 2016.
«Nel 1472 però l’absidiola di nord-ovest fu abbattuta per ordine di Bartolomeo Colleoni, che in quel luogo fece costruire la propria cappella funeraria.»
8. ↑  Il dipinto di Liberi è stato rimosso per il restauro verrà poi ricollocato

### Bibliografiche
1. ↑   Ego Taido gasindius domno regi, su bibliotecamai.org, Biblioteca civica di Bergamo. URL consultato il 19 giugno 2022.
2. 1 2  IlmantodiMaria, p. 13.
3. ↑   G.Locatelli, Il ritrovamento del corpo di Bartolomeo Colleoni, Bergomum, 1950,  pp. 37-40.
4. ↑   Giacomo Francesco Benaglio Bagnati, Sacra Istoria di Bergamo, Francesco Vigone e fratelli. URL consultato il 10 ottobre 2016.
5. ↑   Bruno Caccia, L'antica cattedrale di Sant'Vincenzo in Bergamo, Bergamo, Bolis Editrice, 2025.
6. 1 2 3  Tettamanzi, cap. "Santa Maria Maggiore BERGAMO".
7. ↑   Giuseppe Ronchetti, Memorie istoriche della città e della chiesa di Bergamo, Bergamo, 1805,  p. 56.
8. ↑   Giuseppina Zizzo, Itinerari dell'anno Mille, Seaab editrice,  p. 56.
9. ↑  IlmandodiMaria, p. 14.
10. ↑   Bergamo scomparsa: i delitti del “domicilium”, su bergamosera.com, Bergamosera. URL consultato il 10 ottobre 2016 (archiviato dall'url originale il 19 aprile 2018).
11. ↑   Celestino sacerdote Capuccino, Historia quadripartita di Bergomo et suo territorio nato Gentile, Per Valerio Ventura, 1657. URL consultato il 10 ottobre 2016.
12. ↑   Giuseppe Ronchetti, Memorie istoriche della città e della chiesa di Bergamo, tomo V, Bergamo, 1818.
13. ↑   Fondazione MIA storia, su fondazionemia.it, Fondazione MIA. URL consultato il 27 dicembre 2023.
14. ↑    -  Daniele Rota, Mario Lupo Il suo tempo e la misericordia Maggiore, Bergamo, MIA, 2003,  p. 29.
15. ↑  Moraschini, p 26.
16. ↑   Arnoldo Gualandris, Gli affreschi trecenteschi, fondazione MIA.
17. ↑   Giulia Giannini, Verso oriente - Gianantonio Tadini e la prima prova fisica della rotazione terrestre, Leo S. Olschki, ISBN 9788822261076..
18. ↑   Inventario dell'Archivio Antonio Tadini (ingegnere idraulico, 1754-1830) (PDF), BIBLIOTECA CIVICA ANGELO MAI E ARCHIVI STORICI COMUNALI,  p. 38..
19. ↑  Zizzo, p. 56.
20. ↑   Giuseppe Ronchetti, Memorie istoriche della città e della chiesa di Bergamo, Bergamo, 1805,  p. 57.
21. ↑   Angelo Meli, Storia degli arazzi di S. Maria Maggiore di Bergamo, Tipografia Vescovile G. Secomandi, 1962.
22. ↑   Simone Facchinetti, La pala di Ognissanti a Gromo San Giacomo, Bergamo, videocomp.it, 2009.
23. ↑   Andreina Franco Loiri Locatelli, la Basilica di Santa Maria Maggiore, in La Rivista di Bergamo, n. 12-13, Giugno 1998,  p. 13.
24. ↑   Il Grande Albero della Vita si svela Si ammirerà in Santa Maria Maggiore, su ecodibergamo.it, L'Eco di Bergamo. URL consultato il 13 settembre 2016.
25. ↑   Bergamo scomparsa, su bergamosera.com, Bergamo sera. URL consultato il 13 settembre 2016 (archiviato dall'url originale il 19 settembre 2016).
26. ↑   Gilberto Sessantini, Il Tesoro, Fondazione MIA.
27. ↑   gli organi varesini, su lombardiainrete.it, Lombardia in rete. URL consultato il 6 aprile 2017 (archiviato dall'url originale il 7 aprile 2017).
28. ↑   Le origini, gli organi bresciani, su organibresciani.it, Organi bresciani. URL consultato il 6 aprile 2017 (archiviato dall'url originale il 7 aprile 2017).
29. ↑   Scheda organo - Bergamo - Santa Maria Maggiore, su provincia.bergamo.it. URL consultato il 13 ottobre 2013 (archiviato dall'url originale il 14 ottobre 2013).
30. ↑   Liber Banchalium di Santa Maria Maggiore, Bergamo, 1925,  pp. 87-88.
31. ↑   Angelo Meli, La complicata storia di due scritte del 1360, Bergomum, 1963,  pp. 39-52.
32. ↑   Gianmario Petrò, Dalla Piazza di S. Vincenzo alla Piazza Nuova. I luoghi delle istituzioni tra l'età comunale e l'inizio della dominazione veneziana attraverso le carte, Sestante, 2008.